# Bredträsk
Bredträsk är en by i Bjurholms kommun, belägen norr om Storsjön. 
Byn grundades av Pål Danielsson, född 1714, som flyttade dit tillsammans med hustrun Karin och barnen 1752. Byns storhetstid var på 1940-talet då det som mest bodde 140 personer i byn. Idag uppgår befolkningen till ett 40-tal personer. Tidigare har byn haft såväl affärer som postkontor, skola, sågverk och kapell. Idag finns camping, vandringsled, stuguthyrning och samlingslokal på orten. Dessutom finns två företag och några hobbyföretag. 
SCB räknade Bredträsk som en småort vid den första avgränsningen år 1990, då omfattade den 19 hektar och hade 61 invånare. Vid nästa avgränsning, 1995, hade samma område 52 invånare. Sedan avgränsningen 2000 har befolkningen understigit 50 personer och Bredträsk räknas därmed inte längre som en småort.

## Byahistorik
Bredträsk tillkomst kan liksom ett flertal andra norrländska inlandsbyar härledas till kolonisationsperioden 1740-1790. Sedan långt tidigare, före 1200-talet, fanns bondbyar längs Norrlandskusten. Men i Norrlands inland var det väldigt glest med bondbyar långt in på 1700-talet. 

### Skolhistoria
Ordnad skolundervisning har skett i byn åtminstone från 1860-talet. Under den första tiden fanns dock inget separat skolhus. Istället bedrevs skolverksamheten på någon av ortens privata gårdar. På 1880-talet fick byn sitt första skolhus, på Per-Magnus Belins ägor. 1911 flyttade skolhuset till Nils Gustaf Gustafssons ägor. Under ett antal år, fram till 1919, flyttade skolverksamheten mellan Bredträsk och Stennäs, så att det var skola ett halvår i ena byn och nästa halvår i den andra byn. Från hösten 1919 ändrades detta så att det blev helårsskola i båda byarna. 1934 byggdes en ny skola i byn, vilken bedrev skolverksamhet till 1972. 

### Några viktiga årtal
- 1752: Bredträsk grundas av Pål Danielsson.
- 1819: Det första husförhöret hålls, det var den tidens folkbokföring.
- 1860 byggdes ramsåg vid Aspseleforsen.
- 1863: Storskifte genomfördes i byn. Byn indelades då i sex hemman.
- 1867: Första flottningen på Storsjön.
- 1890 Första affären i byn, affären var en filial till Handelsföreningen i Trehörningsjö. Ägare: Jakob Wallej.
- 1918: Bredträsk elektrifieras. Samma år kom också telefon och vattenledning till byn.
- 1959: Bredträsks kapell invigs av biskop Ivar Hylander. Vid invigningen förrättades det första dopet, av flickebarnet Davida Jonsson.
- 1960: En fotbollsplan anläggs.
- 1967: Sista flottningen på Storsjön.
- 1968: Idrottsföreningen BK 68 bildas, som senare bytte namn till Bredträsk IF.
- 1969: Elljusspår anlades.
- 1992: Jaktlaget byggde eget slakthus.
- 2001: Bredträsk Handel lades ner.